# Церковь Николая Чудотворца в Гнездниках

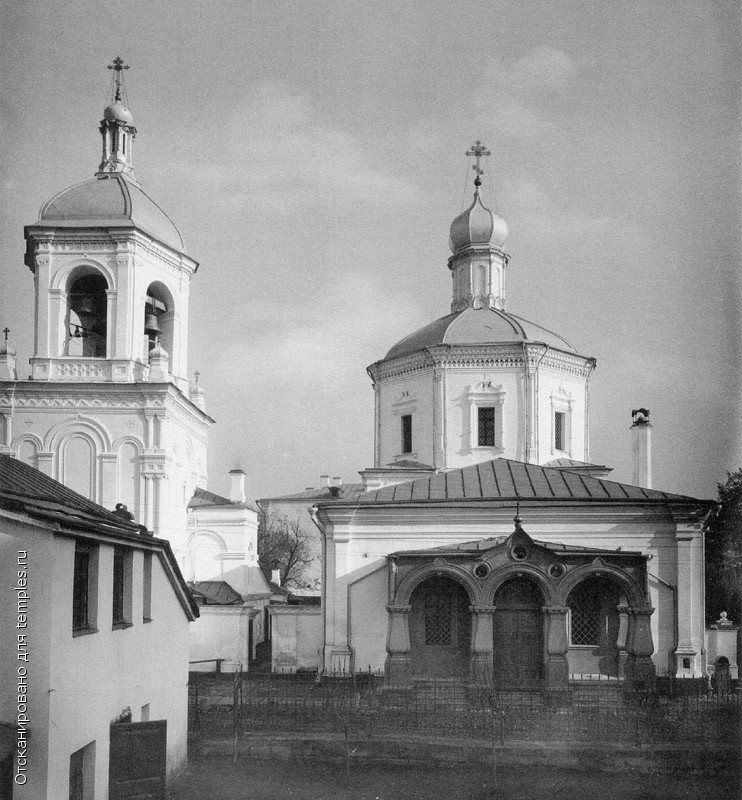
Церковь Николая Чудотворца в Гнездниках, 1881 г.

Церковь Николая Чудотворца в Гнездниках — церковь Русской православной церкви в Москве, построенная в 1724-1727 годах и снесенная в 1930 г. Находилась по адресу — Большой Гнездниковский переулок, 4.

## История
Первая деревянная церковь была построена в 1625 г. и являлась центром Гнездниковской слободы. Храм был перестроен в каменном виде в 1629 г. От этого первого храма остался только фрагмент стены, который был использован в строительстве колокольни.
В 1724—1727 гг. на средства прихожан была сооружена новая церковь в стиле барокко. Главный престол был освящен в честь Благовещения Богородицы, а приделы — в честь Дмитрия Ростовского и Николая Чудотворца.
Постепенно Гнездниковская слобода прекратила своё существование и была заселена боярами и дворянами.
В 1893 г. этой церкви прощались с известным музыкальным педагогом Н. С. Зверевым, который помог раскрыть талант Сергея Рахманинова, Александра Скрябина и Михаила Пресмана.
В 1930 г. храм вместе со всеми хозяйственными постройками был разрушен. На его месте поставили типовое здание школы.